# Transfermarkt
Transfermarkt je nemška spletna stran ki vsebuje nogometne informacije, kot so rezultati, rezultate, statistike, novice o prestopih in razporedih. Po IVW je med 25 najbolj obiskanimi nemškimi spletnimi stranmi in ena največjih športnih spletnih strani po kicker.de.
Spletna stran vsebuje rezultate, novice o prestopih, razporede in vrednosti igralcev. Kljub temu, da so vrednosti igralcev in nekatera druga dejstva ocene, so raziskovalci iz Centre for Economic Performance ugotovili, da so objavljene »govorice« o prestopih igralcev običajno točne.
Ocenjene vrednosti igralcev se običajno posodabljajo vsakih nekaj mesecev. Glede na to, kako deluje nemški nogometni trg, so te ocene lahko nekoliko nižje ali višje od trenutne forme igralcev in s tem trenutne vrednosti igralca.

## Zgodovina
Spletno mesto je maja 2000 ustanovil Matthias Seidel za sledenje igralcem in ciljnim prestopom za SV Werder Bremen. Spletna stran je bila sprva osredotočena na igralce, vendar se je postopoma razširila na menedžerje, agente in drugo osebje. Leta 2008 je Axel Springer publishing house pridobil 51-odstotni delež v lastništvu spletne strani, Seidel pa je obdržal ostalih 49 % delnic. Različica strani v angleškem jeziku je bila zagnana leta 2009.
19. maja 2014 je prišlo do ponovnega zagona za tako imenovano posodobitev na različico 4. Med to posodobitvijo so se pojavile tako strežniške tehnične kot tudi podatkovno-pravne težave, saj so bili začasno javno vidni zasebni podatki uporabnikov. 48 ur je bilo spletno mesto zelo omejeno dostopno, kar je povzročilo številne pritožbe na Facebooku. Največji očitek uporabnikov je bil zmeden nov dizajn. Posledično se je Transfermarkt.de javno opravičil za incidente in težave, ki so nastali med ponovnim zagonom.
Leta 2021 je imela spletna stran 39 milijonov mesečnih obiskovalcev in 680.000 registriranih uporabnikov.